# گلین‌سینی (مرزیفون)
گلین‌سینی (به ترکی استانبولی: Gelinsini) یک منطقهٔ مسکونی در ترکیه است که در مرزیفون واقع شده‌است.